# Nieuwkapelle

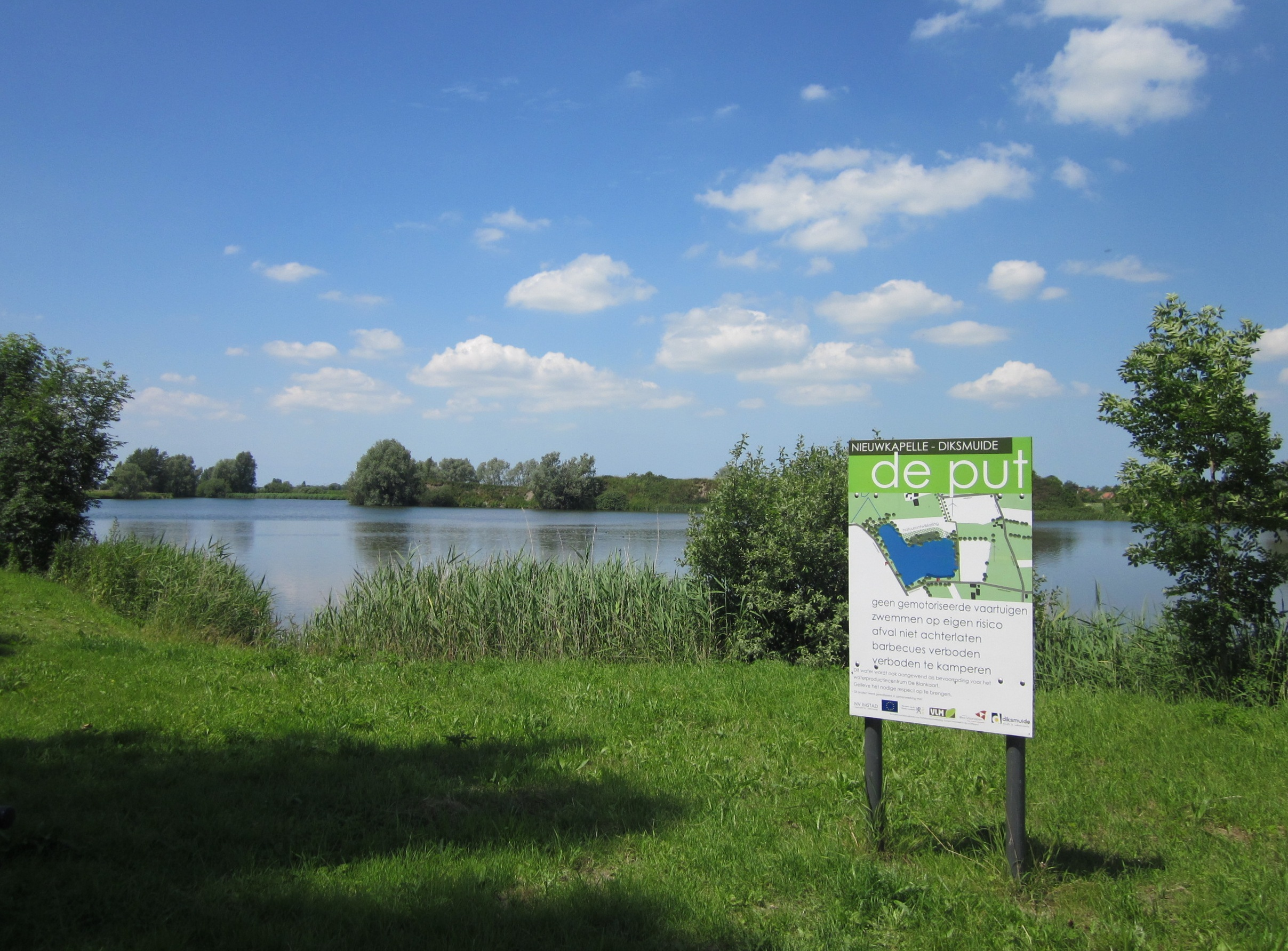
Nieuwkapelle

Nieuwkapelle é uma vila e deelgemeente belga pertencente ao município de Diksmuide, província de Flandres Ocidental. Em 2001, tinha 406 habitantes numa área de 7.85 km².